# キノキサリンジオン
キノキサリンジオン(Quinoxalinedione)は、化学式C6H4(NH)2(CO)2の有機化合物である。無色の固体で、極性有機溶媒に可溶である。同じ二環の核を共有する一連の化合物のファミリーで、いくつかは薬剤として使われる。

## 合成と構造
キノキサリンジオンは、シュウ酸ジメチルとo-フェニレンジアミンの濃縮により、生成する。
C2O2(OMe)2  +  C6H4(NH2)2   →   C6H4(NH)2(CO)2  +  2 MeOH
この化合物は溶液中に存在し、固体としては主にジアミドの形態で存在する。様々な反応は、ジオ―ルとの互変異性体としての役割を示している。

## 薬剤
キノキサリンジオンは、AMPA型グルタミン酸受容体、カイニン酸、イオンチャネル型グルタミン酸受容体ファミリーのNMDA受容体のアンタゴニストとして働く。以下のような例がある。
- ACEA-1011
- ベカンパネル
- CNQX
- DNQX
- ファナパネル (MPQX)
- リコスチネル (ACEA-1021)
- NBQX
- PNQX
- YM90K
- ゾナムパネル

キノキサリンジオンと非常に関連しているが、代わりにキナゾリン-2,4-ジオン構造を持つ薬剤にセルランパネルがある。また、代わりにキノキサリン-2-オンを持つ薬剤がカロベリンである。